# Kurravaara

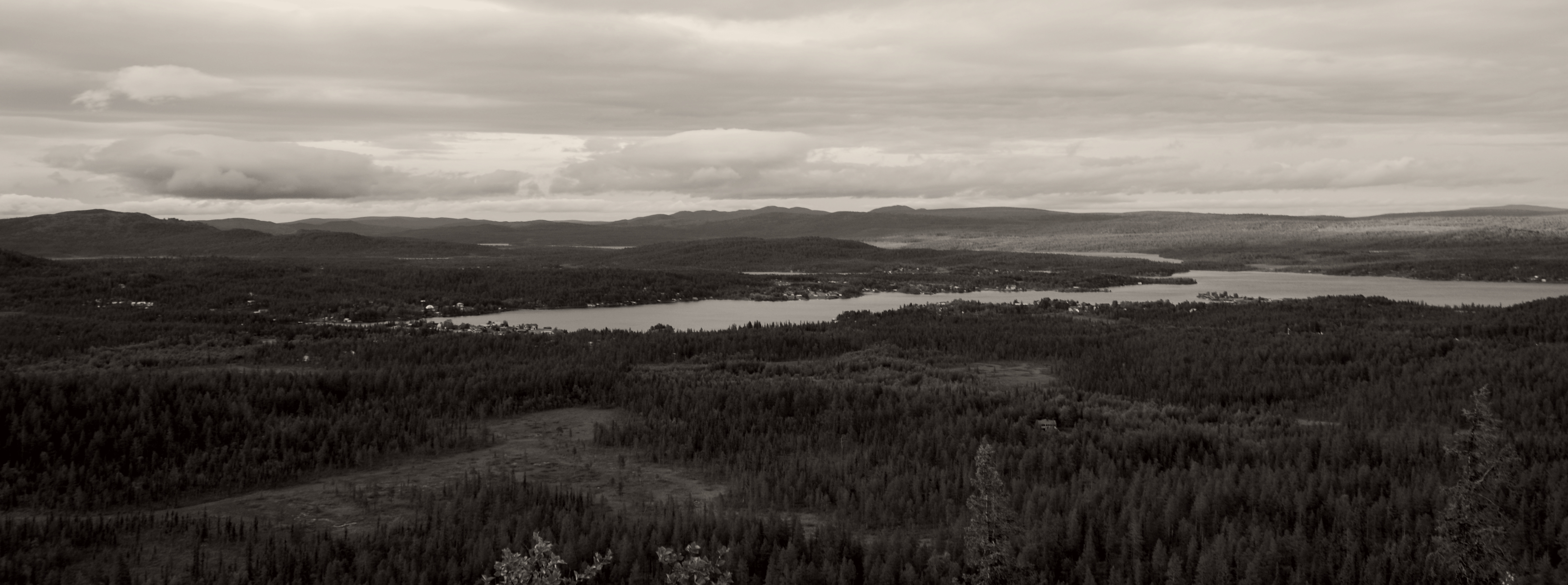
Kurravaara by sett från söder. Viken Lahti, vilken bebyggelsen omgärdar. En vik i Torneälven.

Kurravaara är en småort i Jukkasjärvi distrikt (Jukkasjärvi socken) i Kiruna kommun, vid Torneälvens strand cirka 12 km nordost om centralorten Kiruna som den är förbunden med via länsväg BD 874. Orten har omfattande fritidshusbebyggelse som ger byn en vid utbredning längs älvdalen och dess vik Lahti. Trakterna runt Kurravaara är kända för sin geologi och sina mineraltillgångar.
Vid småortsavgränsningen 2010 utgjorde andelen obebodda fritidshusfastigheter i småorten mer än 30 % av samtliga fastigheter.

## Historia
Vid Vuolusjoki mellan sjön Alanen Vuolusjärvi och Torneälven, mitt emot den nuvarande byn Kurravaara, anlades år 1700 en hytta för att smälta malmen från koppargruvan i Sjangeli. Den första bruksperioden avslutades dock redan 1702. I juni 1718 besöktes platsen av Aubry de La Motraye, som beskrev den på följande sätt:
| ”                                              | Vid denna hytta ligga mycket präktiga bostadshus, som dock äro obebodda. (...) Hyttan uppfördes, efter vad man berättade, för aderton år sedan av ägarna till de hyttor, jag förut omtalat, och fem år sedan de blivit färdiga nedlades de... | „ |
| – Aubry de La Motraye, Resor 1711–1725, s. 211 | |   |

År 1734 rapporterades byggnaderna vid hyttan vara mycket förfallna.
År 1749 återuppbyggdes hyttan av malmletaren Nils Petter Abrahamsson Fougt (1723–1793), som något år senare även anlade nybygget Kurravaara. I hyttan smältes nu inte bara malm från Sjangeli utan även från Gruvberget ovanför det nuvarande samhället, Rakisvaara tre mil längre norrut samt Pahtavaara vid Vittangiälven. Snart övergavs emellertid hyttan igen och fick förfalla.
Förutom masugnsruiner och slagghögar är en av byggnaderna vid Jukkasjärvi hembygdsgård det enda kvarvarande minnet av smältverksepoken vid Vuolusjoki. Det mesta skingrades vid en auktion i mitten av 1800-talet. Kvar blev en kvarn som brukades ytterligare ett antal år. Av den återstår bara ett par kvarnstenar som finns vid bäcken Vuolusjoki.

### Befolkningsutveckling
| Befolkningsutvecklingen i Kurravaara 2000–2020 | Befolkningsutvecklingen i Kurravaara 2000–2020 | Befolkningsutvecklingen i Kurravaara 2000–2020 | Befolkningsutvecklingen i Kurravaara 2000–2020 | Befolkningsutvecklingen i Kurravaara 2000–2020 |
| ---------------------------------------------- | ---------------------------------------------- | ---------------------------------------------- | ---------------------------------------------- | ---------------------------------------------- |
|                                                |                                                |                                                |                                                |                                                |
| År                                             |                                                |                                                | Folkmängd                                      | Areal (ha)                                     |
| 2000                                           | 2000                                           |                                                | 55                                             | 15#                                            |
| 2005                                           | 2005                                           |                                                | 57                                             | 14#                                            |
| 2010                                           | 2010                                           |                                                | 70                                             | 25#                                            |
| 2015                                           | 2015                                           |                                                | 136                                            | 86#                                            |
| 2020                                           | 2020                                           |                                                | 117                                            | 87#                                            |
| Anm.: Ny småort 2000. # Som småort.            |                                                |                                                |                                                |                                                |

Vid folkräkningen den 31 december 1890 bodde det 110 personer i Kurravaara.
Film, TV och litteratur
- I tv-serien "Rebecka Martinsson" (som baseras på böckerna av Åsa Larsson) kommer huvudkaraktären från Kurravaara.

### Fotnoter
1. 1 2  Statistiska småorter 2023, befolkning, landareal, befolkningstäthet per småort, SCB, 28 november 2024, läs online.[källa från Wikidata]
2. ↑  Småorternas landareal, folkmängd och invånare per km² 2005 och 2010, korrigerad 2012-10-15, SCB, 15 oktober 2012, läs online, läst: 9 juli 2016.[källa från Wikidata]
3. ↑  Kodnyckel för SCB:s statistiska tätorter och småorter - Koppling mellan gammalt och nytt kodsystem, SCB, 11 november 2021, läs online.[källa från Wikidata]
4. ↑   Statistiska meddelanden. Småorter 2010. Stockholm: Statistiska centralbyrån. 2 oktober 2012. sid. 57. Arkiverad från originalet den 1 november 2013. https://web.archive.org/web/20131101152627/http://www.scb.se/statistik/MI/MI0811/2010A01/MI0811_2010A01_SM_MI38SM1203.pdf. Läst 5 februari 2016
5. 1 2  Awebro, Kenneth (1989). Tre gruvfält i norr: Gustafsfält, Kalix kopparbruk och Sjangeli. Studia Laplandica, 0282-1621 ; 10. Stockholm: Institutet för lappmarksforskning. Libris 843206
6. ↑  [https://kiruna.se/download/18.5a56c80e173056cc42e657e9/1594033219507/kulturmiljoprogam---utvalda-kulturmiljoer-kiruna.pdf ”Norrbottens kulturmiljöprogram
2010–2020”]. Länsstyrelsen Norrbotten. https://kiruna.se/download/18.5a56c80e173056cc42e657e9/1594033219507/kulturmiljoprogam---utvalda-kulturmiljoer-kiruna.pdf. Läst 28 maj 2022.
7. ↑  Persson, Curt. ”Iso Gruvivaara – tankar kring en gruvlämning”. https://thuleregio.wordpress.com/2012/07/25/. Läst 28 maj 2022.
8. ↑  Statistiska centralbyrån Landareal per småort (orter med 50-199 invånare), folkmängd och invånare per kvadratkilometer. Vart femte år 1995 - 2010 Läst 5 februari 2016
9. ↑  Umeå universitetsbibliotek  Folkräkningen 1890 - Norrbottens län (Läst 28 oktober 2016)